# 市川一学
市川 一学（いちかわ いちがく、安永7年（1778年）－安政5年12月23日（1858年））は、江戸時代後期の儒学者、兵学者。名は綎または廷。字を孟瑶。号に達斎、梅顛など。父は市川鶴鳴、子に市川十郎。幕末の三大兵学者の一人。

## 経歴
武蔵国江戸神田の昌平黌に学び、高崎藩お抱えの儒学者となる。長沼流などの兵学にも広く通じ、嘉永3年（1850年）には幕府の命で松前藩に派遣され、子の十郎等と福山城の築城に携わる。この縄張りには当時最新式の洋式築城法も取り入れ安政元年（1854年）に完成した。その後は江戸に戻り晩年まで下谷（現在の台東区）で塾を開いたという。